# Canchy (Calvados)
Canchy település Franciaországban, Calvados megyében. Lakosainak száma 202 fő (2022. január 1.). Canchy La Cambe, Colombières, Deux-Jumeaux és Longueville községekkel határos.

## Népesség
A település népességének változása:
| Lakosok száma | 243  | 172  | 175  | 206  | 208  | 203  | 205  | 204  | 205  | 202  |
|               | 1968 | 1982 | 1990 | 2006 | 2013 | 2015 | 2017 | 2019 | 2020 | 2022 |